# Верстак, Дмитрий Михайлович
Дмитрий Михайлович Верстак (29 августа 1980) — белорусский футболист, нападающий.

## Биография
Воспитанник ДЮСШ посёлка Зельва, тренер — Станислав Владиславович Путреша. До 21-летнего возраста выступал на любительском уровне.
В ходе сезона 2001 года перешёл в гродненский «Неман» и дебютировал в высшей лиге, сыграв в первом сезоне два матча. В 2002 году выступал только за дубль, его команда в том сезоне стала серебряным призёром чемпионата. В «золотом матче» против БАТЭ был на скамейке запасных. Часть сезона 2003 года провёл на правах аренды в другом клубе высшей лиги — минском «Торпедо-СКА», затем вернулся в «Неман», где имел чуть больше игровой практики. Летом 2003 года принял участие в двух матчах Кубка УЕФА. Половину сезона 2004 года провёл на правах аренды в «Сморгони», забил 16 голов в 16 матчах и занял второе место в споре снайперов первой лиги, уступив Алексею Мартынову (19), а его клуб стал третьим призёром турнира.
Весной 2005 года выступал в четвёртом дивизионе Польши за «Подляшье» (Бяла-Подляска). Затем вернулся в «Сморгонь», подписав полноценный контракт. В 2005 году снова стал бронзовым призёром первой лиги, а в 2006 году — серебряным призёром и лучшим бомбардиром соревнований (19 голов). Однако после выхода «Сморгони» в высшую лигу ушёл из клуба и перешёл в минский «Локомотив», с которым в 2007 году стал третьим призёром первой лиги. Весной 2008 года играл за «Динамо-Белкард» в первой лиге, а летом снова уехал в Польшу и провёл сезон в клубе второй лиги «Элана» (Торунь), где играл вместе с ещё одним белорусом, Вячеславом Замарой.
Летом 2009 года снова вернулся в «Сморгонь», игравшую теперь в высшей лиге, однако по итогам сезона команда вылетела в первую, где футболист в 2010 году отыграл ещё полсезона. Часть сезона 2010 года провёл в другом своём бывшем клубе — «Немане», но сыграл только один матч за основной состав.
В 2011 году перешёл в «Белкард» и занял пятое место среди бомбардиров первой лиги (14 голов), однако его клуб финишировал предпоследним и вылетел во вторую лигу. Сезон 2012 года провёл во второй лиге, после чего «Белкард» был расформирован. В конце карьеры играл в региональных соревнованиях в Польше за «Пограниче» (Кузница-Бялостоцка).
Всего за карьеру в высшей лиге Белоруссии сыграл 36 матчей и забил 4 гола. В первой лиге забил 74 мяча. Является лучшим бомбардиром в истории ФК «Сморгонь» — 54 гола.
После окончания карьеры принимал участие в матчах ветеранов в Гродно.